# Kids' Choice Awards 1988
La 1ª edizione dei Nickelodeon Kids' Choice Awards si è svolta il 18 aprile 1988  gli Universal Studios Hollywood nella contea di Los Angeles ed è stata condotta da Tony Danza, Debbie Gibson, Brian Robbins e Dan Schneider.
Hanno affiancato nella presentazione delle categorie, inoltre, Wil Wheaton, Staci Keanan, Tiffany Brissette, Danny Pintauro, Amanda Peterson, Rob Stone, Josie Davis e Mackenzie Astin.
Lo show era basato sul fortunato programma dell'emittente del 1987, chiamato The Big Ballot, e prevedeva una premiazione contraddistinta dai trofei KCA Trophy (poi divenuto KCA Blimp nell'edizione del 1990).
Durante la premiazione si sono esibiti i The Fat Boys con il singolo "Wipe Out" e Debbie Gibson con "Shake Your Love" e "Out of the Blue".

## Candidature
I vincitori sono indicati grassetto.

### Televisione

#### Serie TV preferita
- ALF
- I Robinson
- Genitori in blue jeans

#### Attore televisivo preferito
- Michael J. Fox – Casa Keaton
- Bill Cosby – I Robinson
- Kirk Cameron – Genitori in blue jeans

#### Serie TV preferita
- Alyssa Milano – Casalingo Superpiù
- Tempestt Bledsoe – I Robinson
- Anne Schedeen – ALF

### Cinema

#### Film preferito
- Beverly Hills Cop II - Un piedipiatti a Beverly Hills II (Beverly Hills Cop II), regia di Tony Scott
- Tutto quella notte (Adventures in Babysitting), regia di Chris Columbus
- La Bamba, regia di Luis Valdez

#### Attore cinematografico preferito
- Eddie Murphy – Beverly Hills Cop II
- Arnold Schwarzenegger – L'implacabile
- Patrick Swayze – Dirty Dancing

#### Attrice cinematografica preferita
- Whoopi Goldberg – Fatal Beauty
- Shelley Long – Hello Again
- Elisabeth Shue – Tutto quella notte

### Musica

#### Vocalist maschile preferito
- Bon Jovi
- The Fat Boys
- The Monkees

#### Vocalist femminile preferita
- Madonna
- The Bangles
- Janet Jackson

#### Canzone preferita
- La Bamba – Los Lobos
- Control – Janet Jackson
- I Wanna Dance with Somebody (Who Loves Me) – Whitney Houston

### Sport

#### Atleta maschile preferito
- Hulk Hogan
- Michael Jordan
- Walter Payton

#### Atleta femminile preferita
- Debi Thomas
- Chris Evert
- Kristie Phillips

#### Squadra sportiva preferita
- Chicago Bears
- Detroit Pistons
- San Francisco Giants